# 裏面打法
裏面打法（うらめんだほう・りめんだほう）とは、卓球の打法の一つで、ペンホルダーラケットの裏面にもラバーを貼り、反転させることなく裏面側のラバーで打球をする打法の総称である。

## 概要
バック側に球が飛んできたときに、これまでは通常使用されていなかった、ペンホルダーラケットの裏面に貼ったラバーを利用して打球することで手首の可動範囲を広く使い、従来のペンホルダーラケットのバックハンドによる打球よりも強い返球を行うことができる。当初は、主にそれまでペンホルダーの死角となっていたバック側への下回転系のボールに対するバックハンドドライブ攻撃の打法として使われていた。その後、技術的に発展を遂げ、ブロックやフリックなど、シェークハンドのバックハンド打法と比較しても遜色のないほどの技術として用いられるようになった。
柔軟な戦法であるが、裏面で打つという特性上、コントロールが難しく慣れが必要である。通常のペンホルダーラケットには片面のみラバーを貼って使用するのに対して、裏面打法ではシェークハンドラケット同様、両面にラバーを貼る。これにより、ラケットの重量が増えるため、裏面打法を使いこなすには体力や筋力が必要となる。通常は角型の日本式ペンホルダーよりも丸型の中国式ペンホルダーを使用する場合が多いが、これはラケットの重心がグリップ付近にある丸型ラケットのほうが、重心が先端付近にある角型の日本式ペンラケットよりも操作性が良いとされるからである。。

## 歴史

### 前史
裏面打法を国際大会で最初に使用したのは中国の葛新愛(1979年世界卓球 女子単優勝)と言われている。当時は、バック前に浮いた球を裏面で打球する目的で使用していたため、実際に使用するのは1試合に1、2本程度と限定的であった。また、1980年代の中国では、ペンホルダーの「右打ち左押し」の速攻が主流だったので、裏面を使用する選手はごくわずかであった。
1989年の世界卓球選手権ドルトムント大会で、中国男子がスウェーデン男子に大敗し、当時の中国卓球協会会長だった徐寅生は、バック側への下回転系のボールに対して打てないペンホルダーの限界を指摘し、ペンホルダーの打法改革として裏面打法を提唱した。これに伴い、裏面にもラバーを貼ることも強制的に行われたが、裏面にラバーを貼るとラケットの総重量が増し、スイングスピードが遅くなる、フォアバックの切り替えが遅くなるなどのデメリットがあり、打法として確立されていなかったこともあって、競技段階となるとあまり用いられることはなかった。

### 裏面打法の普及
その後、この裏面打法を世界で初めて本格的に取り入れた劉国梁が実績を残すようになり、多くの指導者は裏面打法の存在意義を認め、裏面打法の研究が進むこととなった。「世界の現代卓球においてペンホルダーは勝てない」と評された時期もあったが、1999年の世界選手権（個人戦）アイントホーフェン大会で劉国梁が、男子シングルスの世界チャンピオンとなった。
近年では、ペンホルダーによる両ハンドドライブ型を完成させた王皓が、裏面打法を駆使してアテネオリンピック・北京オリンピックで男子シングルスの銀メダルを獲得、2009年世界選手権横浜大会の男子シングルスで優勝を飾った。馬琳はフットワークをベースにしたフォアハンド主戦型に裏面打法を取り入れたスタイルで、2005年の世界選手権（個人戦） 上海大会の男子シングルスで準優勝、2008年北京オリンピック男子シングルスでは優勝している。また馬琳は同僚の劉国梁が優勝を飾った、1999年の世界選手権（個人戦）アイントホーフェン大会・男子シングルスでも準優勝している。